# 大阿河 (森帕赫湖)
47°07′31″N 8°11′15″E / 47.12538°N 8.18754°E
大阿河是瑞士的河流，位於該國中部，位於該國中部，流經盧塞恩州，河道全長9.6公里，流域面積15.7平方公里，最終注入森帕赫湖，河畔城鎮有魯斯維爾、諾伊恩基希和森帕赫。